# Madrenys
Madrenys o Madrencs és un lloc del Berguedà.

## Etimologia
El nom antic és Madern (del llatí MATERNU, matern), esdevingut Madren (per metàtesi), escrit Madreny en un document de 1280 (a l'Onomaticon Cataloniae de Joan Coromines).